# Landkreis Wernigerode (Provinz Sachsen)
| Basisdaten                          | Basisdaten      |
| ----------------------------------- | --------------- |
| Preußische Provinz                  | Provinz Sachsen |
| Regierungsbezirk                    | Magdeburg       |
| Verwaltungssitz                     | Wernigerode     |
| Einwohner                           | 75.851 (1939)   |
| Gemeinden                           | 48 (1939)       |
| Lage des Kreises Wernigerode (1905) |                 |
|                                     |                 |

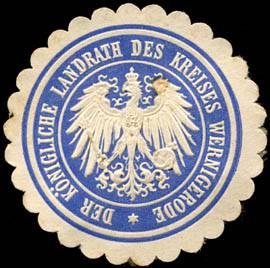
Siegelmarke Der Königliche Landrath des Kreises Wernigerode

Der Landkreis Wernigerode, ursprünglich Kreis Wernigerode, war von 1876 bis 1952 ein Landkreis in der preußischen Provinz Sachsen und im Land Sachsen-Anhalt der SBZ bzw. DDR. Er ging aus der Grafschaft Wernigerode hervor, die von 1822/25 bis 1876 einen Sonderstatus hatte und an deren Spitze ein Oberbeamter (statt Landrat) stand. Aufgrund dieser Tradition trug er von 1900 bis 1932 den Namen Kreis Grafschaft Wernigerode. Der Kreissitz war in Wernigerode. Das ehemalige Kreisgebiet liegt heute weitgehend im Landkreis Harz in Sachsen-Anhalt.

## Geschichte
Der Kreis Wernigerode wurde 1825 im preußischen Regierungsbezirk Magdeburg in der Provinz Sachsen aus Teilen des aufgelösten Kreises Osterwieck gebildet. 1900 wurde der Kreis in Kreis Grafschaft Wernigerode umbenannt. 1932 wurde der Kreis Grafschaft Wernigerode mit dem größten Teil des aufgelösten Landkreises Halberstadt und dem Amt Elbingerode des aufgelösten Kreises Ilfeld zum Kreis Wernigerode zusammengeschlossen. 1941 wurden Hornburg, Isingerode und Roklum im Zuge der Neuordnung des Salzgitter-Gebiets in den Kreis Wolfenbüttel eingegliedert. Der Kreis Wernigerode erhielt im Gegenzug den Flecken Hessen.
Bei der Gebietsreform von 1950 wurde der nunmehr als Landkreis Wernigerode bezeichnete Kreis um die Stadt Blankenburg (Harz) sowie die Gemeinden Benzingerode, Heimburg, Hüttenrode, Neuwerk, Rübeland, Tanne und Trautenstein des aufgelösten Landkreises Blankenburg vergrößert.
Bei der Gebietsreform von 1952 wurde das Land Sachsen-Anhalt aufgelöst und der Landkreis Wernigerode in seiner alten Form aufgelöst:
- Die Gemeinden Aspenstedt, Athenstedt, Berßel, Bühne, Danstedt, Dardesheim, Deersheim, Dreirode, Hessen, Heudeber, Langeln, Langenstein, Lüttgenrode, Mahndorf, Osterode am Fallstein, Osterwieck, Rhoden, Rohrsheim, Sargstedt, Schauen, Stötterlingen, Ströbeck, Veltheim am Fallstein, Wasserleben, Westerburg und Zilly kamen zum neuen Kreis Halberstadt.
- Alle übrigen Gemeinden bildeten zusammen mit Teilen der Landkreise Quedlinburg und Nordhausen den Kreis Wernigerode.
- Die Kreise Halberstadt und Wernigerode wurden dem neuen Bezirk Magdeburg zugeordnet.

## Einwohnerentwicklung
| Jahr | Einwohner | Quelle |
| ---- | --------- | ------ |
| 1843 | 17.746    | [ 1 ]  |
| 1871 | 21.659    | [ 2 ]  |
| 1890 | 28.085    | [ 3 ]  |
| 1900 | 31.856    | [ 3 ]  |
| 1910 | 35.915    | [ 3 ]  |
| 1925 | 39.012    | [ 3 ]  |
|      |           |        |
| 1933 | 75.047    | [ 3 ]  |
| 1939 | 75.851    | [ 3 ]  |
| 1946 | 100.688   | [ 4 ]  |

Gemeinden des Kreises mit mehr als 2.000 Einwohnern (Stand 1939):
| Gemeinde    | Einwohner |
| ----------- | --------- |
| Derenburg   | 2.925     |
| Elbingerode | 3.412     |
| Hornburg    | 3.195     |
| Ilsenburg   | 5.207     |
| Osterwieck  | 5.020     |
| Wernigerode | 24.437    |

## Landräte
- 1825–1859 Wilhelm Stiehler (1797–1878)
- 1859–1876 Gottlieb von Rosen (1825–1892)
- 1876–1889 Rudolph Elvers (1825–1891)
- 1890–1902 Günther von Hertzberg (1855–1937)
- 1902–1912 Lothar Hugo von Spitzemberg (1868–1930)
- 1912–1944 Erich von Stosch (1877–1946)

## Städte und Gemeinden

### Stand 1931
Der Kreis Grafschaft Wernigerode umfasste bis 1932 in seiner alten Abgrenzung eine Stadt und zwölf weitere Gemeinden:
| - Darlingerode - Drübeck - Ilsenburg (Harz) - Langeln - Minsleben - Reddeber - Schierke | - Schmatzfeld - Silstedt - Stapelburg - Veckenstedt - Wasserleben - Wernigerode, Stadt |

### Stand 1939
Der Kreis Wernigerode umfasste 1939 sechs Städte und 42 weitere Gemeinden:
| - Abbenrode - Aspenstedt - Athenstedt - Berßel - Bühne - Danstedt - Dardesheim, Stadt - Darlingerode - Deersheim - Derenburg, Stadt - Drübeck - Elbingerode (Harz), Stadt | - Elend - Göddeckenrode - Heudeber - Hoppenstedt - Hornburg, Stadt - Ilsenburg (Harz) - Isingerode - Königshütte (Harz) - Langeln - Langenstein - Lüttgenrode - Mahndorf | - Minsleben - Osterode am Fallstein - Osterwieck, Stadt - Reddeber - Rhoden - Rimbeck - Rohrsheim - Roklum - Sargstedt - Schauen - Schierke - Schmatzfeld | - Silstedt - Stapelburg - Stötterlingen - Ströbeck - Suderode - Veckenstedt - Veltheim am Fallstein - Wasserleben - Wernigerode, Stadt - Westerburg - Wülperode - Zilly |

Zum Kreis gehörten außerdem die drei gemeindefreien Forst-Gutsbezirke Harz, Harzforsten und Regenstein.

### Vor 1939 aufgelöste Gemeinden
- Altenrode, 1936 zu Darlingerode
- Hasserode, 1907 zu Wernigerode
- Königshof und Rothehütte, bis 1932 Kreis Ilfeld, 1936 zur Gemeinde Königshütte zusammengeschlossen
- Nöschenrode, 1929 zu Wernigerode